# Annick Vidal
Pour les articles homonymes, voir Vidal.
Annick Vidal, née Annick Baron le 19 juillet 1929 à Nantes et morte le 26 mai 2020 à Saint-Herblain, est l'une des figures féminines du militantisme de gauche et du monde associatif nantais. Elle a participé à la conservation de la mémoire des Batignolles.

## Biographie
Annick Vidal est la fille de Marcelle Baron, résistante communiste au régime de Vichy et à l'occupation allemande pendant la Seconde guerre mondiale et déportée dans les camps de Ravensbrück et Zwodau, et de Alfred Baron, ajusteur aux Batignolles, syndicaliste CGT et résistant communiste. Elle a un frère : Jean-Claude Baron. Durant son enfance et jusqu'en 1943, elle vit avec sa famille dans un appartement situé dans le quartier de Doulon, au 32 rue de la République.
Elle se marie en 1949 avec Émile Vidal, qui a participé à l'opération Husky en Sicile, s'est engagé dans la guerre d'Indochine puis est devenu gardien de but du Football club de Nantes en 1948, après avoir été démobilisé. Ensemble, ils font construire une maison dans la cité ouvrière Bourdin et Chaussée, à l'entrée de l'actuel Parc des expositions de Nantes, et ont deux enfants : le poète et éditeur Luc Vidal, né le 6 juin 1950 à Nantes, et Yann Vidal,.

### Une famille résistante et déportée (1939-1945)
Elle grandit dans une famille ouvrière - son père travaille à l'usine des Batignolles et sa mère à l'usine Brissonneau et Lotz - politisée et résistante : son père, prisonnier pour faits de résistance dès juin 1940, fuit et prend le maquis à côté de Nort-sur-Erdre, tandis que sa mère, devenant agent de liaison entre le Parti communiste et la résistance, héberge Fernand Grenier, l'un des évadés du camp de Choiseul à Châteaubriant, en Loire-Inférieure.
Lorsque sa mère est arrêtée par la Gestapo, le 30 mars 1944, Annick Vidal apprend qu'ils, elle et son père, pourront parler à Marcelle Baron avant son transfert. Ils comprennent peu de temps avant d'arriver à la prison Lafayette que c'est un piège et s’échappent chacun de leur côté. Son père parvient à fuir mais Annick Vidal est arrêtée et interrogée à son tour par la Gestapo. Elle est libérée quelques heures plus tard, sans avoir livré aucune information.
Annick Vidal a conscience d'être surveillée et décide de rejoindre son père à Vaux, près de Nort-sur-Erdre, quelques jours après cet événement. Sa mère est, quant à elle, déportée à Ravensbrück en mai 1944 puis à Zwodau de juin 1944 à mai 1945.

### L'après-guerre et l'implication politique, associative et mémorielle (1945-2020)

#### Militantisme communiste (1948-1983)
A la fin de la guerre et au retour de sa mère, Annick Vidal et sa famille s'installent à la cité ouvrière de La Halvêque, l'un des trois quartiers de l'usine des Batignolles ; l'appartement de Doulon ayant disparu sous les décombres des bombardements.
Elle reprend ses études au lycée Gabriel-Guist'hau, à Nantes, puis intègre, en 1948, la Direction départementale de l’Équipement, nouveau nom des Ponts-et-Chaussées. La même année, elle participe aux grèves de l'usine des Batignolles.
Militant aux côtés des jeunesses communistes et s'opposant aux guerres d'Indochine et d'Algérie, elle travaille aux Archives de l’Équipement et obtient, en parallèle, un diplôme en droit qui lui permet de devenir fonctionnaire d’État. Elle devient également militante syndicale au sein de son organisation.

#### Engagement politique au sein du Parti socialiste à partir de 1983
Après la défaite de l'Union de gauche aux élections municipales de Nantes en 1983, Annick Vidal intègre le Parti socialiste. Elle soutient Jean-Marc Ayrault qui devient maire en 1989 et est également secrétaire générale du parti pendant quelque temps.
Début 2000 et s'opposant à la guerre en Irak, Annick Vidal quitte le Parti socialiste afin de rejoindre le Mouvement des citoyens, de Jean-Pierre Chevènement.

#### Implication associative nantaise à partir des années 1990
Lors d'un comité de quartier organisé en 1991 par la Ville de Nantes, Annick Vidal préside plus d'une dizaine d'associations. Dans ce contexte, elle devient vice-présidente de la Fédération des Amicales Laïques de Loire-Atlantique et anime le centre Jean-Macé de la fédération.
En 1996, elle fonde la Fédération des Amis de l'Erdre, mobilisée pour la protection de l'environnement, qu'elle préside jusqu'en 2014.
Entre 2009 et 2013, elle siège au Conseil de développement de Nantes Métropole.

#### Conservation de la mémoire des cités ouvrières de l'usine des Batignolles

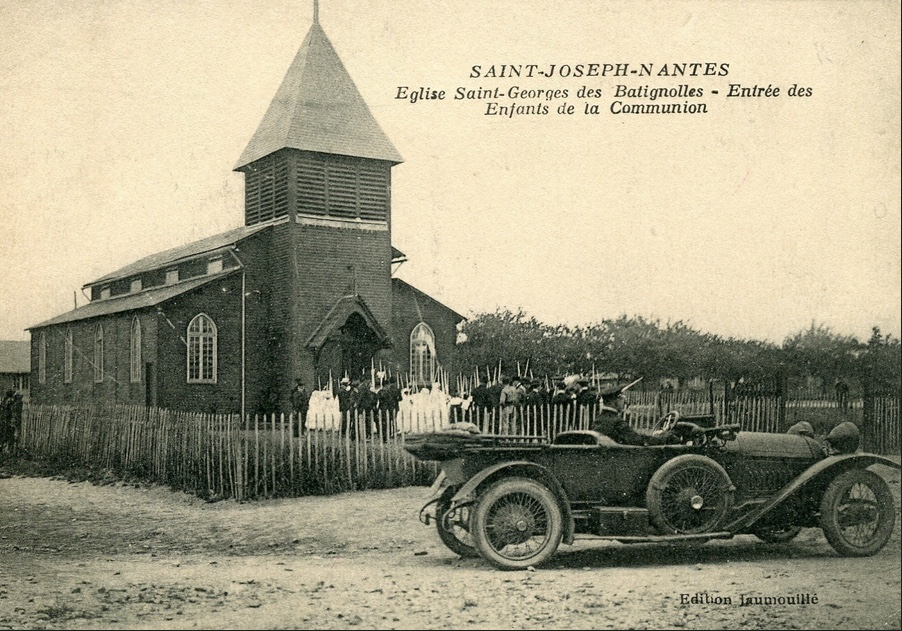
Eglise Saint-Georges-des-Batignolles, à Nantes.

Annick Vidal œuvre pour la conservation de la mémoire ouvrière de l'usine des Batignolles et crée, de façon informelle, un comité de quartier à La Halvêque-Beaujoire ; c'est d'ailleurs sur son modèle que la municipalité de Nantes crée les comités consultatifs de quartiers, devenus aujourd'hui les conseils de quartier. Avec ce comité de quartier, elle sauve l'ancienne église Saint-Georges des Batignolles et sa fresque.

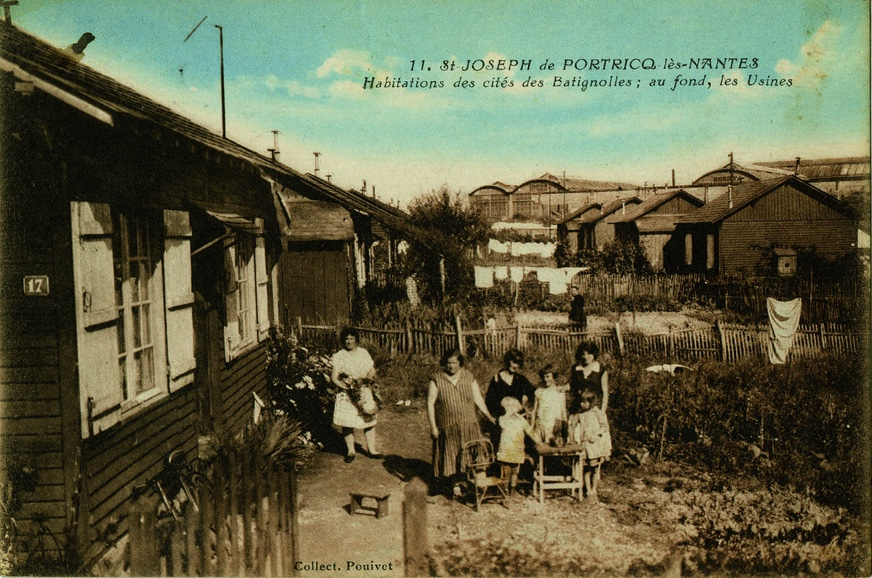
Photographie d'une maison ouvrière des cités de l'Usine des Batignolles, à Nantes.

Elle souhaite également conserver le souvenir des cités ouvrières des Batignolles et profite de la démolition des maisons de la cité ouvrière Bessonneau de Couëron, en Loire-Atlantique, pour tenter d'en récupérer une. Après étude, cela semble impossible. La Ville de Nantes accepte finalement de financer le projet de construction d'une maison, cela correspondant à leur politique de développement du lien social nouvellement mise en place. Yolande Ceineray, architecte, dirige les travaux qui sont exécutés par la Ville, sur les plans des maisons ouvrières de Bessonneau.
La Maison ouvrière des Batignolles, située 30 boulevard des Batignolles à Nantes, est inaugurée le 16 septembre 2006. Elle fait aujourd'hui office de salle associative.

#### Titre et mémoire
En décembre 2014, Annick Vidal reçoit la médaille de la Ville par Johanna Rolland, maire de Nantes, pour  remerciement du temps consacré au monde associatif et à la sauvegarde de la mémoire locale. Elle est également remercier pour son engagement par le président du Conseil de développement de Nantes métropole, Philippe Audic.

### Décès (26 mai 2020)
En 2016, elle déclare vouloir « mourir sur les barricades » lors d'une interview accordée au site The Dissident. Annick Vidal décède quatre ans plus tard, le 26 mai 2020 à Saint-Herblain, en Loire-Atlantique, à l'âge de quatre-vingt-dix ans.

## Héritage

### Mémoire
En 2015, Nantes s'est engagé dans un plan d'actions égalité femmes-hommes et l'augmentation de la féminisation des noms de rues. Cette démarche est également l'occasion de mettre en lumière des personnalités disparues qui ont compté dans l'histoire locale et nationale. Le 9 décembre 2022, le Conseil municipal de Nantes métropole a attribué le nom d'Annick-Vidal à la salle municipale de la Maison ouvrière des Batignolles.